# 布氏蟾魚
布氏蟾魚（学名：Batrachoides boulengeri），為輻鰭魚綱蟾魚目蟾魚科的其中一種，被IUCN列為次級保育類動物，分布於中東太平洋區的巴拿馬灣海域，體長可達36.2公分，為底棲性魚類，生活於潮間帶。

## 外部連結
布氏蟾魚的圖片 （页面存档备份，存于）